# V arrondissement di Lione
Il V arrondissement di Lione (in francese 5e arrondissement de Lyon) è uno dei nove arrondissement in cui è suddivisa la città francese di Lione.
All'interno dei suoi confini si trovano la collina di Fourvière e il quartiere storico della Vieux Lyon, sulla riva destra della Saona.
È diviso in sette quartieri ufficiali: Vieux Lyon, Fourvière, Saint-Just, Saint-Irénée, Point du Jour, Champvert e Ménival

## Storia
Fu istituito per decreto presidenziale il 24 marzo 1852. Con decreto del 1º agosto 1963, il comune di Saint-Rambert-l'Île-Barbe è stato annesso al V arrondissement, a sua volta poi diviso in due con decreto del 12 agosto 1964. La parte settentrionale è diventata il IX arrondissement.

## Monumenti e luoghi d'interesse
- Cattedrale di Lione
- Basilica di Notre-Dame de Fourvière
- Teatro antico di Fourvière
- Odeon di Lione
- Chiesa di San Giorgio
- Chiesa di San Paolo
- Collegiata di San Giusto
- Torre metallica di Fourvière
- Museo gallo-romano di Fourvière